# Couverture maladie universelle (Côte d'Ivoire)
Couverture maladie universelle (CMU), instituée le 24 mars 2024, est un mécanisme obligatoire de couverture des risques de santé pour toute personne résident en Côte d'Ivoire. La CMU donne accès à des soins de santé et des médicaments à un coût réduit.
Son financement repose sur la cotisation des personnes. Il existe deux régimes, le régime général de base pour la majorité des populations qui prend en charge 70% des frais de soins, et le régime d'assistance médicale destinés aux populations ivoiriennes démunis qui prend en charge intégralement les bénéficiaires. L'organisme chargé de la gestion de la CMU est l'Institution de prévoyance sociale, dénommée Caisse nationale d'assurance maladie (Cnam).
En 2022, l'enrôlement à la Couverture maladie universelle devient obligatoire car elle est exigée pour l'accès à certains services publics.

## Historique

### Assurance maladie en Côte d'Ivoire de 1960 à 2011
De 1960 à 1980, le gouvernement ivoirien assurait gratuitement les soins de santé et les médicaments pour la population. À partir de 1980 cette politique changent, et la prise en charge devient partielle puis évolue vers une prise en charge quasi-totale. En 1994, l'adoption de l'initiative de Bamako introduit le recouvrement des coûts, pratique qui perdurera jusqu'en 2010. En 2000, sous le gouvernement le Laurent Gbagbo, une tentative d'instaurer une Assurance maladie Universelle (Amu) est lancée, une loi est adoptée, mais n'aboutit pas car freinée par la rébellion de 2002. Il faut attendre 2011, pour que naissent une autre initiative en faveur de l'assurance maladie en Côte d'Ivoire.

### 2014 - 2017: naissance et structuration de la Couverture maladie universelle
Le 24 mars 2024, une loi est adoptée par l'assemblée nationale ivoirienne, elle institue la Couverture maladie universelle (Cmu). La loi définit la CMU comme étant « un système obligatoire du risque maladie au profit des populations résidant en Côte d'Ivoire dénommée Couverture Maladie Universelle ». Il garantit l'accès aux soins de santé à moindre coût. L'Institution de prévoyance sociale, dénommée Caisse nationale d'assurance maladie est créée par décret le 25 juin 2014.

#### Enrôlement
Le 30 décembre 2014, Alassane Ouattara lance officiellement l'enrôlement des assurés. L'enrôlement consiste à enregistrer les données biométriques et biographiques, à attribuer un identifiant et à de délivrer une carte individuelle biométrique, qui est appelée la « Carte CMU ».

#### Textes
Deux premiers décrets en date du 25 janvier 2017, définissent respectivement les conditions et les modalités de l'assujettissement, de l'affiliation et de l'immatriculation au régime général de base de la Couverture maladie universelle, et les modalités d'accès aux prestations de soins de santé. Un second décret fixe le 22 février 2017 le montant et les modalités de recouvrement des cotisations. Il s'ensuit une phase d'implémentation de avril 2017 à décembre 2018 avec les étudiants.

### 2019 - 2024 mise en œuvre de la Couverture maladie universelle
Le lancement officielle de la phase active de la Couverture maladie universelle en Côte d'Ivoire a lieu le 1er octobre 2024 avec le début effectif des cotisations. 
Au 31 décembre 2019, sont recensés plus de 2 900 000 de bénéficiaires dont 1 888 820 sont effectivement enrôlés. En août 2022, plus de 3,4 millions personnes sont enrôlées, plus de 3 millions de sont cartes produites.
En septembre 2022, après un conseil des ministres, il est souligné que la carte CMU est moins utilisé. le gouvernement décide alors de le rendre obligatoire pour accéder à certains services publics. Le décret du 28 septembre 2022 stipule que la preuve d'adhésion à la CMU est désormais requise pour certaines démarches administratives, sociales et académiques comme les concours et l'inscription dans les universités. L'enrôlement à la CMU devient une obligation.
En 2024, 15 millions de bénéficiaires sont enrôlés à la CMU. La Caisse nationale d'assurance maladie lance les centres mobiles d'enrôlements afin d'augmenter le nombre d'enrolés.

## Cotisation
La CMU est financée par une cotisation de 1000 franc cfa soit environ 1,53 euro par mois et par personne. Elle comprend deux régimes distincts. Le premier, le régime général de base, est contributif et financé par les cotisations des assurés. Il vise à couvrir la majorité de la population résidant en Côte d'Ivoire. Dans ce régime, l'assuré doit payer 30 % du coût des soins, tandis que la CNAM prend en charge les 70 % restants. Le second, le Régime d'assistance médicale, est non contributif et destiné aux ménages aux faibles revenus. Pour ces ménages, l'État finance les cotisations, en offrant une couverture totale des soins.
En août 2022, le montant des cotisations au niveau du régime général s'élevait à environ 59 milliards de franc cfa.